# Castelo de Chapultepec
Castelo de Chapultepec (em castelhano: Castillo de Chapultepec) é um palácio situado na Cidade do México, no México. Trata-se duma residência localizada no alto da colina de Chapultepec, no centro do Bosque de Chapultepec, a uma altura de 2.325 metros acima do nível do mar, integrando o Parque de Chapultepec. 
Foi construído pelo vice-rei Bernardo de Gálvez y Madrid sobre o cerro de Chapulín (Chapultepec é uma palavra de origem nahuatl; "Chapulli" significa gafanhoto e "tepe"(tl) significa colina, pelo que "Chapultepetl" quer dizer "colina do gafanhoto" ou "colina do chapulín". Construído na época do Vice-Reino da Nova Espanha como casa de verão para o vice-rei, foram-lhe dados diversos usos, desde armazém de pólvora até academia militar, em 1841.

## História

### Período colonial
Em 1785, na época do Vice-Reino da Nova Espanha, o vice-rei Bernardo de Gálvez ordenou a construção duma casa de campo no ponto mais alto da colina de Chapultepec. Francisco Bambitelli, o Tenente Coronel do Exército espanhol e engenheiro, elaborou o projecto, tendo a construção começado no dia 16 de Agosto do mesmo ano, com um estilo barroco.
Com a saída de Bambitelli para La Habana, o capitão Manuel Agustín Mascaró tomou a seu cargo a direcção do projecto e durante o seu mandato as obras realizaram-se a um ritmo acelerado. No entanto, Mascaró foi acusado de construir uma fortaleza com a intenção de rebelar-se contra a Coroa espanhola a partir dali. A sua morte repentina deu-se a 8 de Novembro de 1786, com a suposição de que poderia ter sido envenenado, mas não houve provas que apoiassem essa teoria.
Sem um engenheiro responsável, a Coroa espanhola ordenou que a construção se limitasse a um preço equivalente a uma quinta parte do total gasto no projecto. Depois de não encontrar compradores, o vice-rei Juan Vicente Güermes Pacheco destinou o edifício para albergar o Arquivo Geral do Reino da Nova Espanha. Esta ideia não prosperou, apesar de já existirem planos adaptados para este propósito.
Alexander von Humboldt visitou o sítio em 1803 e ordenou que se vendessem as janelas do palácio como forma de arrecadar fundos para a Coroa. O edifício foi finalmente comprado em 1806 pelo governo municipal da Cidade do México.

### Independência do México
O Castelo de Chapultepec foi abandonado durante a Guerra da Independência do México (1810 - 1821) e até muitos anos depois, em 1833. Nesse ano, o edifício foi eleito para servir de instalações ao Colégio Militar; como consequência, fizeram-se várias modificações estruturais, incluindo a adição da torre de vigilância.

### Intervenção norte-americana no México

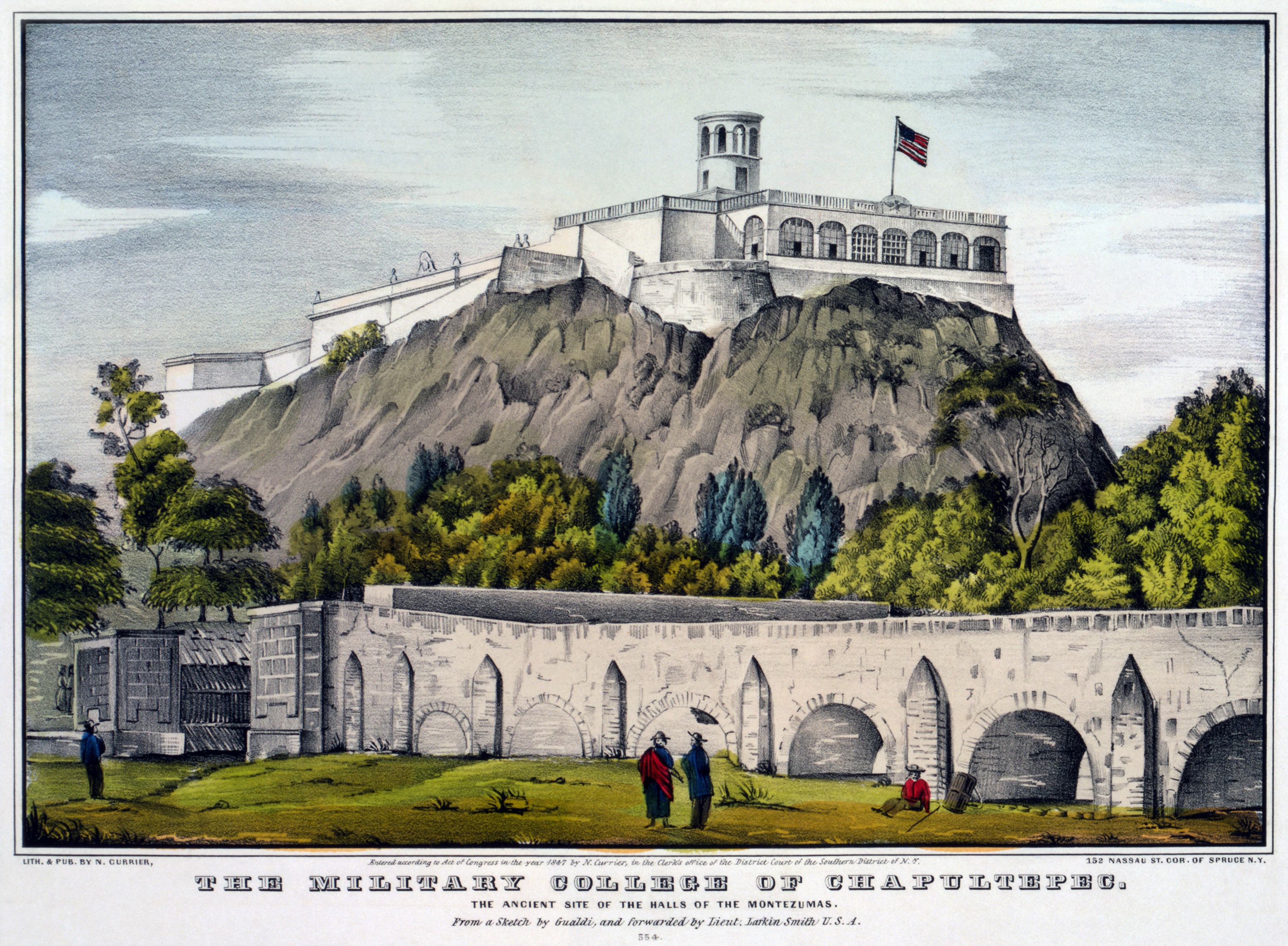
O Castelo de Chapultepec como Colégio Militar, na década de 1830.

Em 1833, em plena administração do presidente Anastasio Bustamante, depois do México conseguir a sua independência, o antigo palácio vice-real foi convertido em Colégio Militar.
Posteriormente, durante a Guerra Mexicano-Americana (1846-1848), o exército norte-americano bombardeou o palácio entre os dias 12 e 13 de Setembro de 1847, tendo içado nas suas muralhas a Bandeira dos Estados Unidos. Nesse mesmo dia, 13 de Setembro, seis heróicos cadetes militares, de idades compreendidas entre os 14 e os 20 anos, lutaram até à morte defendendo o palácio contra os invasores do Exército dos Estados Unidos durante a Batalha de Chapultepec; um deles, Juan Escutia, embrulhou-se na bandeira mexicana e saltou para morte, em detrimento da sua captura. Hoje são recordados como os Niños Héroes (Rapazes Heróis), ou os "Cadetes Heróicos", e homenageados em mármore branco no monumento à entrada do Bosque de Chapultepec. Tanto o nome colectivo de "Niños Héroes" como os nomes individuais dos cadetes são vulgarmente usados para dar nome a ruas, praças e escolas de todo o país. A conquista do edifício é ainda referida como os "Halls of Montezuma" no hino do US Marine Corps.

### Segundo Império Mexicano

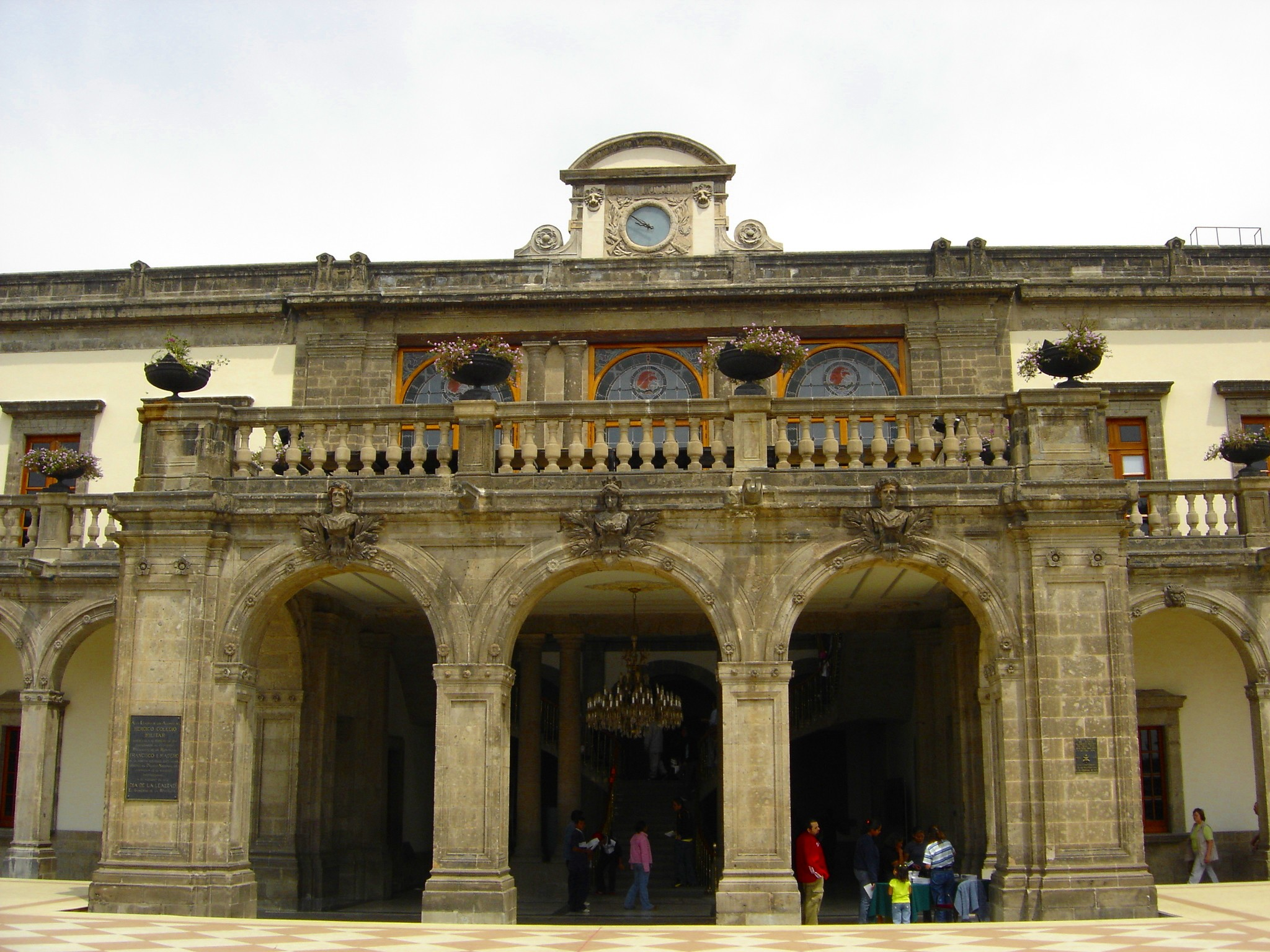
Vista da entrada do Castelo de Chapultepec.

A partir de 1858 as assoalhadas do palácio ligadas ao jardim suspenso funcionaram como residência oficial dos governadores do México. O edifício foi conquistado pelas tropas francesas em 1863, sob o comando do arquiduque Maximiliano. Nesta fase, o palácio começou a adquirir uma imagem moderna, com a chegada do Imperador Maximiliano de Habsburgo, Maximiliano I do México, e da sua esposa, a Imperatriz Carlota, em 1864, que decidiram estabelecer ali a sua residência oficial.
O Imperador contratou vários arquitectos europeus e mexicanos, entre eles Julius Hofmann, Carl Gangolf Kayser, Carlos Schaffer, Eleuterio Méndez e Ramón Rodríguez Arangoity, para realizar vários projectos que seguiram um estilo neoclásico na arquitectura (contrastando con o resto do palácio que tem uma arquitectura barroca) e converter o palácio num lugar mais habitável. 
O botânico Wilhelm Knechtel encarregou-se de criar o jardim situado na açoteia do edifício. Além disso, o Imperador trouxe da Europa várias peças de mobiliário, arte e muitos outros finos artigos que ainda permanecem em exibição actualmente.
Uma vez que o palácio estava retirado da Cidade do México, O Imperador Maximiliano ordenou a construção dum boulevard que ligava directamente a residência imperial con o centro da cidade, e decidiu dar-lhe o nome de Paseo de la Emperatriz (Passeio da Imperatriz - em honra da sua esposa). Depois da execução do Imperador, da restauração da República, em 1867, por Benito Juárez, e do final da Guerra da Reforma, o boulevard foi rebaptizado como Paseo de la Reforma.

### Era Moderna

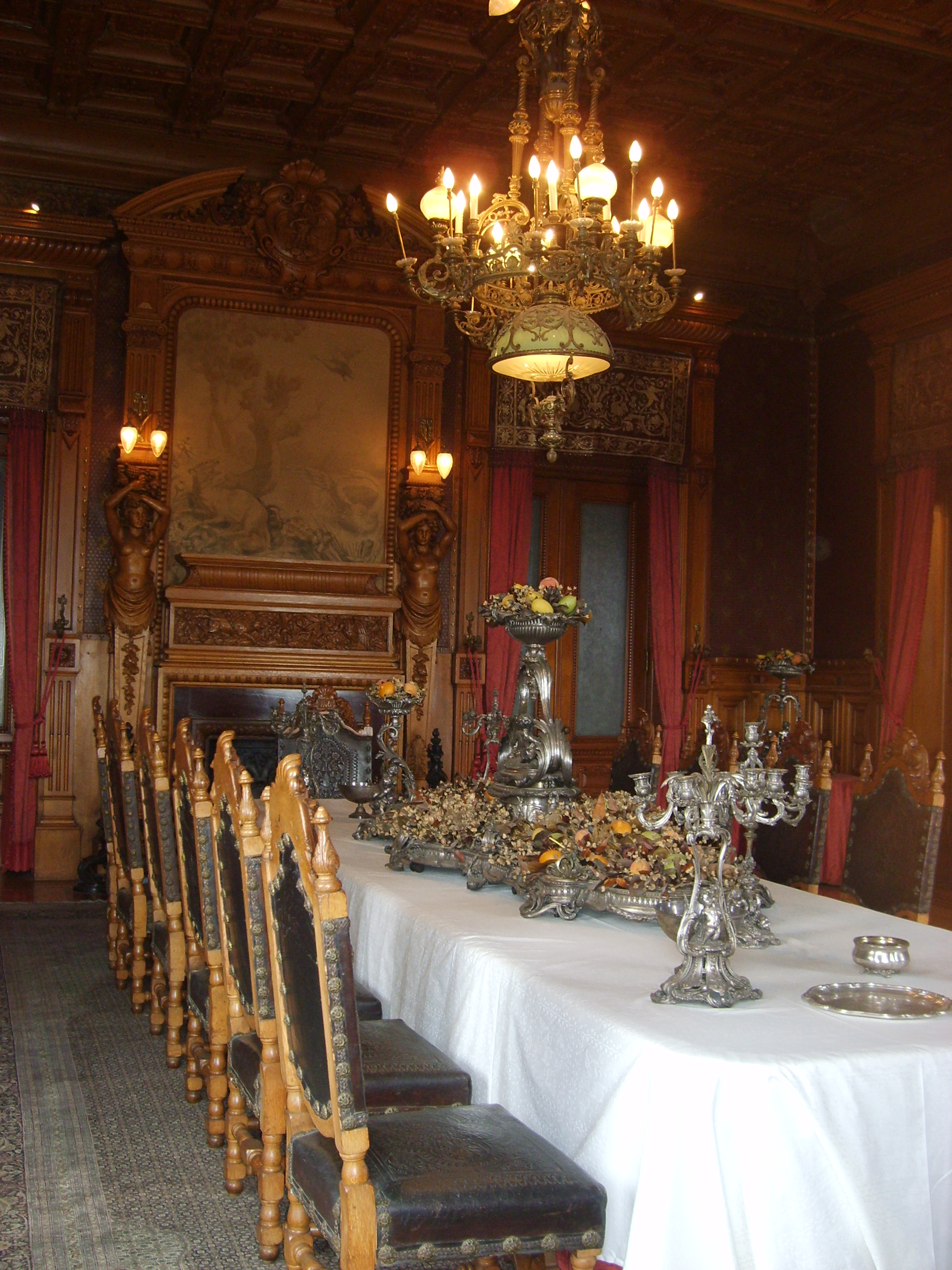
Sala de Jantar do Castelo de Chapultepec.

O edifício caiu em desuso, uma vez mais, logo após a queda do Segundo Império Mexicano, em 1867. Quase dez anos mais tarde, em 1876, um decreto estabeleceu que fosse sede do primeiro observatório astronómico do México, que foi inaugurado em 1878. N entanto, o observatório só funcionou por um período de cinco anos, decidindo-se, depois, mudá-lo para a antiga residência do Arcebispo em Tacubaya. A razão prendia-se com o regresso do Colégio Militar, assim como com a transformação do edifício na residência presidencial.

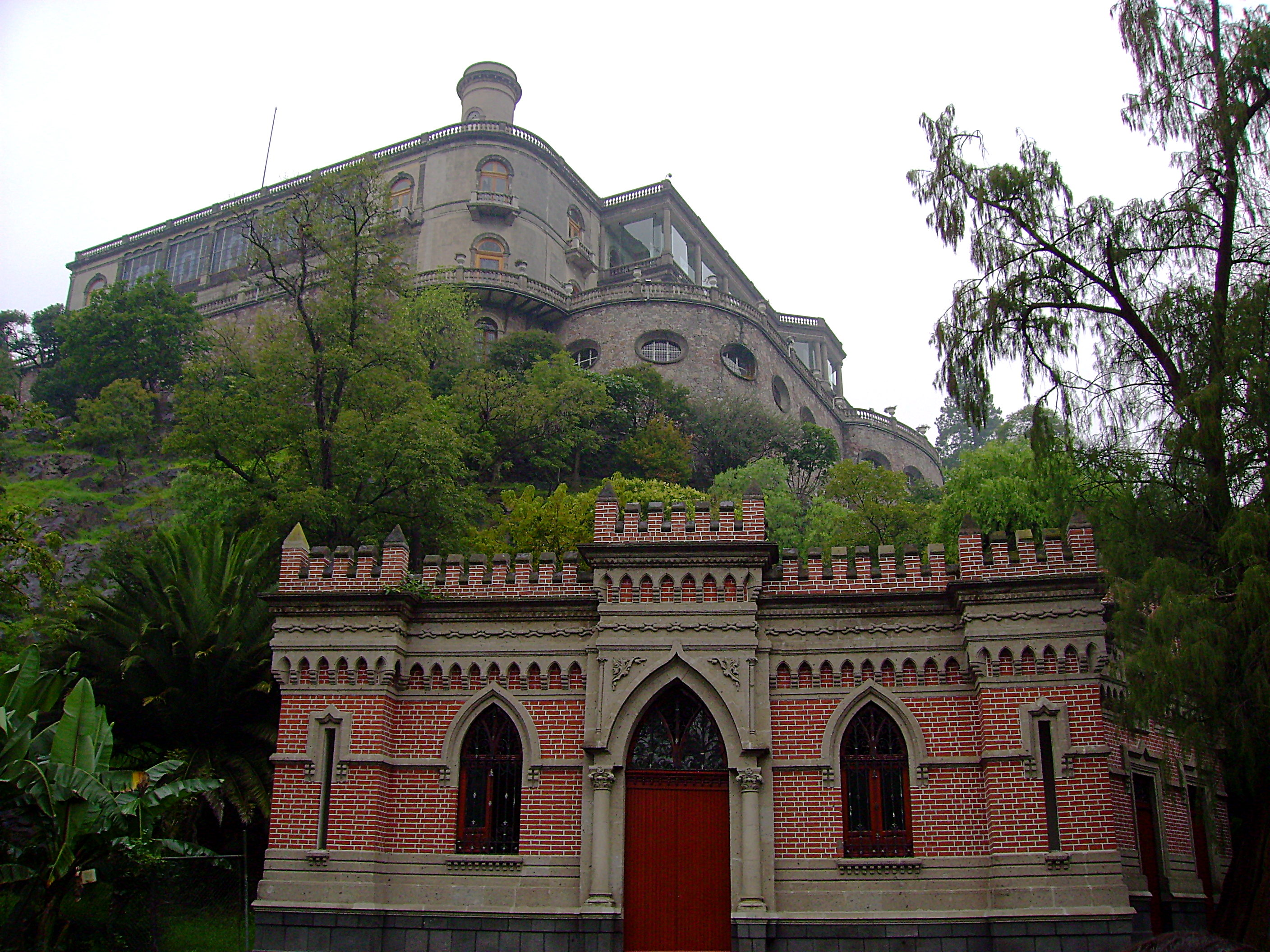
O Castelo de Chapultepec visto da base da colina.

O palácio foi objecto de várias alterações estruturais e remodelações em 1882, durante o mandato do Presidente Porfirio Díaz, já que este decidiu convertê-lo novamente em residência oficial. Alguns outros presidentes que fizeram uso do palácio como residência oficial foram Francisco I. Madero, Venustiano Carranza, Álvaro Obregón, Plutarco Elías Calles, Emilio Portes Gil, Pascual Ortiz Rubio e Abelardo Luján Rodríguez.
O palácio continuou a ser usado como residência oficial até 3 de Fevereiro de 1939, quando o então Presidente Lázaro Cárdenas decretou uma lei, datada de 31 de Dezembro de 1938, que estabeleceu o Castelo de Chapultepec como sede do Museu de História Nacional do México, com as colecções do antigo Museu Nacional de Arqueologia, História e Etnografia. Foi, então, declarado Monumento Histórico. O museu foi aberto no dia 27 de Setembro de 1944. 
O Presidente Cárdenas mudou-se para um lugar a sul do Bosque de Chapultepec, conhecido como o Rancho "La Hormiga", que seria rebaptizado posteriormente como Los Pinos, actual residência oficial do Presidente do México. O palácio nunca mais foi utilizado como residência oficial desde o mandato do Presidente Lázaro Cárdenas, que, inclusive, nunca o usou como tal. 
Actualmente, continua a ser usado como museu, contendo as suas 19 salas uma vasto acervo de artigos que exibem e ilustram a História do México desde a conquista espanhola, com diversos objectos como como armaduras medievais, espadas e canhões, entre muitos outros.

## Cultura popular
Em 1996, o palácio foi utilizado como cenário na realização do filme Romeo + Juliet, protagonizado por Leonardo DiCaprio.
No mesmo ano, o videojogo "Tom Clancy's Ghost Recon Advanced Warfighter" utilizava os arredores do palácio como cenário de um nível.
O Castelo de Chapultepec tem feito parte do tema de muitas histórias literárias e telenovelas.